# Sigulda (novads 2009–2021)
Sigulda (łot.: Siguldas novads) – jeden z łotewskich novadsów, funkcjonujący w latach 2009–2021.

## Historia
Novads powstało na terenach należących przed 2009 do rejonu Ryga.
W skład novadsu wchodziło miasto Sigulda oraz trzy pagasty: Allaži, More i Sigulda. Jego stolicą zostało miasto Sigulda.
Zlikwidowany w ramach reformy administracyjnej 30 czerwca 2021. Wszedł w całości w skład nowego, większego novadsu Sigulda.